# 蓝髯蜂鸟
蓝髯蜂鸟（学名：Oxypogon cyanolaemus），是雨燕目蜂鸟科的一种鸟类。
蓝髯蜂鸟体重约4.8克，翼长约69.8毫米，嘴峰长约14.9毫米，喙宽度约1.8毫米，喙厚度约1.4毫米，跗蹠长约5.8毫米，尾长约52.6毫米。蓝髯蜂鸟在其分布区内为留鸟，其栖息在半开放的灌木丛中，食性为草食性，主要食物来源是植物的花蜜。
蓝髯蜂鸟分布于哥伦比亚东北部的聖瑪爾塔內華達山脈。该物种是单型物种，没有亚种分化。